# Jorge Ortíz (peleador)
Jorge Ortiz (Chihuahua, 1976 o 1977) es un artista marcial mixto mexicano retirado que compitió en la división de peso welter.

## Carrera de artes marciales mixtas
Inicio su carrera de MMA profesional en 2002 en su natal México. Ortíz acumuló una racha de 8 victorias, 2 derrotas y 1 empate antes de su primera pelea en una importante organización, como Strikeforce. Ortíz fue programado para hacer su debut en Strikeforce el 10 de marzo de 2006 en el evento Strikeforce: Shamrock vs. Gracie enfrentándose a Eugene Jackson. Perdió la pelea por decisión unánime.
Tras otra etapa en competiciones regionales, a Ortíz se le daría la oportunidad de pelear en Bellator Fighting Championships en el torneo de peso wélter. Se enfrentó a Aaron Romero	en los cuartos de final el 10 de abril de 2009 en Bellator 2, ganando la pelea por decisión unánime. En las semifinales llevadas a cabo el 15 de mayo en Bellator 7, cayó ante Lyman Good.
En 2012 debido a lesiones y su edad, Ortíz tuvo que retirarse del deporte; aunque en 2019 regresaría para una última pelea en julio de ese año antes de retirarse nuevamente.

## Récord en artes marciales mixtas
| Récord profesional | Récord profesional | Récord profesional |
| 30 peleas          | 19 victorias       | 9 derrotas         |
| ------------------ | ------------------ | ------------------ |
| Nocaut             | 9                  | 2                  |
| Sumisión           | 5                  | 1                  |
| Decisión           | 5                  | 6                  |
| Empate             | 1                  | 1                  |
| Sin resultado      | 1                  | 1                  |

| Resultado     | Récord     | Oponente          | Método                      | Evento                                  | Fecha                   | Ronda | Tiempo | Localización              | Notas                                                                                                 |
| ------------- | ---------- | ----------------- | --------------------------- | --------------------------------------- | ----------------------- | ----- | ------ | ------------------------- | --- |
| Victoria      | 19–9–1 (1) | Ant'wan Williams  | TKO (golpes)                | Imperio MMA: Rocky Point Beach Bash     | 20 de julio de 2019     | 2     | 3:30   | Puerto Peñasco            | |
| Victoria      | 18–9–1 (1) | Alejandro Baez    | Decisión (unánime)          | The Supreme Cage 1                      | 10 de marzo de 2012     | 3     | 5:00   | Monterrey                 | |
| Derrota       | 17–9–1 (1) | Julio Cesar Cruz  | Decisión (unánime)          | Grand Prix FMP 2011                     | 30 de junio de 2011     | 3     | 5:00   | Chihuahua                 | |
| Victoria      | 17–8–1 (1) | Alejandro Baez    | Sumisión (triangle choke)   | Combate Extremo: Greco vs. Ortiz        | 21 de mayo de 2011      | 1     | 2:20   | Monterrey                 | |
| Derrota       | 16–8–1 (1) | Willie Parks      | Decisión (dividida)         | BloodSport Championships: Time to Bleed | 25 de marzo de 2011     | 3     | 5:00   | El Paso, Texas            | |
| Derrota       | 16–7–1 (1) | Terry Martin      | Decisión (dividida)         | PWP: War on the Mainland                | 14 de agosto de 2010    | 3     | 5:00   | Irvine, California        | |
| Derrota       | 16–6–1 (1) | Nate James        | Decisión (dividida)         | C3 Fights: Knockout-Rockout Weekend 3   | 19 de junio de 2010     | 3     | 3:00   | Concho, Oklahoma          | |
| Derrota       | 16–5–1 (1) | Lyman Good        | TKO (paro médico)           | Bellator 7                              | 15 de mayo de 2009      | 2     | 4:37   | Chicago, Illinois         | Semifinal del torneo de peso welter de la primera temporada de Bellator.                              |
| Victoria      | 16–4–1 (1) | Aaron Romero      | Decisión (unánime)          | Bellator 2                              | 10 de abril de 2009     | 3     | 5:00   | Uncasville, Connecticut   | Debut en peso welter; cuartos de final del torneo de peso welter de la primera temporada de Bellator. |
| Victoria      | 15–4–1 (1) | Ulysses Cortez    | Decisión (unánime)          | COF 13: Aztec Alliance                  | 16 de agosto de 2008    | 3     | 5:00   | Tijuana                   | |
| Derrota       | 14–4–1 (1) | Jesse Taylor      | TKO (golpes)                | Total Combat 21                         | 8 de junio de 2007      | 2     | 1:09   | San Diego, California     | |
| Victoria      | 14–3–1 (1) | John Cronk        | TKO (golpes)                | No Limits: Proving Ground               | 21 de abril de 2007     | 1     | 1:43   | Irvine, California        | |
| Victoria      | 13–3–1 (1) | Brady Fink        | Decisión (unánime)          | Total Combat 19                         | 31 de marzo de 2007     | 3     | 5:00   | Yuma, Arizona             | |
| Victoria      | 12–3–1 (1) | John Cronk        | TKO (paro médico)           | Cage Fighting Federation                | 10 de noviembre de 2006 | 1     | N/A    | Albuquerque, Nuevo México | |
| Victoria      | 11–3–1 (1) | Prince McLean     | TKO (paro médico)           | MMA Mexico                              | 27 de octubre de 2006   | 1     | 5:00   | Monterrey                 | |
| Victoria      | 10–3–1 (1) | Francisco Ayon    | Sumisión (triangle choke)   | MMA Mexico                              | 26 de mayo de 2006      | 2     | 2:31   | México                    | |
| Victoria      | 9–3–1 (1)  | Enrique Luna      | Sumisión                    | MMA Mexico                              | 26 de mayo de 2006      | N/A   | N/A    | México                    | |
| Derrota       | 8–3–1 (1)  | Eugene Jackson    | Decisión (unánime)          | Strikeforce: Shamrock vs. Gracie        | 10 de marzo de 2006     | 3     | 5:00   | San José, California      | |
| Empate        | 8–2–1 (1)  | Paul Kisor        | Empate mayoritario          | Shooto: Proving Ground                  | 3 de febrero de 2006    | 2     | 5:00   | San Luis, Misuri          | |
| Derrota       | 8–2 (1)    | Jon Fitch         | Decisión (unánime)          | MMA Mexico: Day 1                       | 17 de diciembre de 2004 | 3     | 5:00   | Ciudad Juárez             | |
| Victoria      | 8–1 (1)    | Jason Guida       | Decisión (unánime)          | MMA Mexico: Day 1                       | 17 de diciembre de 2004 | 3     | 5:00   | Ciudad Juárez             | Pelea de peso acordado (190 lbs).                                                                     |
| Derrota       | 7–1 (1)    | Joey Villaseñor   | Sumisión                    | KOTC: Hostile Takeover                  | 4 de diciembre de 2004  | 1     | 3:19   | Acoma, Nuevo México       | Por el Campeonato de Peso Mediano de KOTC.                                                            |
| Victoria      | 7–0 (1)    | Chee Bates        | TKO (golpes)                | Independent Event                       | 13 de noviembre de 2004 | 1     | 0:40   | Bernalillo, Nuevo México  | |
| Victoria      | 6–0 (1)    | Al Delgado        | KO (golpe)                  | KOTC: New Mexico                        | 28 de agosto de 2004    | 1     | 1:00   | Albuquerque, Nuevo México | |
| Victoria      | 5–0 (1)    | Jason Guida       | NC                          | Ultimate Fighting Mexico                | 15 de noviembre de 2003 | 1     | N/A    | Monterrey                 | |
| Sin resultado | 5–0        | Brett Shafer      | TKO (golpes)                | Cage Fighting Monterrey                 | 30 de enero de 2003     | N/A   | N/A    | Monterrey                 | |
| Victoria      | 4–0        | Wes Lindsay       | Sumisión                    | Ultimate Fighting Mexico                | 26 de octubre de 2002   | 2     | N/A    | Monterrey                 | |
| Victoria      | 3–0        | Tim Green         | TKO (golpes)                | Aztec Challenge 1                       | 6 de septiembre de 2002 | 1     | N/A    | Ciudad Juárez             | |
| Victoria      | 2–0        | Edward Kim        | TKO (golpes)                | MMA: Cuando Hierve la Sangre            | 31 de agosto de 2002    | 1     | N/A    | Monterrey                 | |
| Victoria      | 1–0        | Filameno Fackrell | Sumisión (rear-naked choke) | Combate Libre Mexico 2                  | 26 de abril de 2002     | N/A   | N/A    | México                    | |